# Castlevania: The New Generation
Castlevania: The New Generation è l'unico videogioco della serie Castlevania per la console Sega Mega Drive. È stato sviluppato e pubblicato da Konami in Nord America il 17 marzo 1994. È conosciuto in Giappone come Vampire Killer (バンパイアキラー?, Banpaia Kirā) e negli Stati Uniti come Castlevania: Bloodlines. La trama di The New Generation è connessa a Portrait of Ruin, dove appare il figlio del protagonista. Il gioco è incluso nella Castlevania Anniversary Collection, rilasciata il 16 maggio 2019 per Nintendo Switch, PlayStation 4, Xbox One e Microsoft Windows.

## Trama
Il gioco è ambientato nel 1917: la trama mette insieme le vicende tipiche dei videogiochi della serie con riferimenti all'originale romanzo Dracula.
Nel 1897 la lunga battaglia fra l'umanità e Dracula giunse al termine, poiché il conte venne messo all'eterno riposo da Quincy Morris, un discendente della famiglia Belmont. Regnò la pace in Europa finché scoppiò la prima guerra mondiale, provocata da un rito profano condotto dalla contessa Elizabeth Bartley; in questo modo quest'ultima divenne padrona delle anime abbattute dalla guerra e con questo potere cercò di riportare in vita suo zio, Dracula.
John Morris, figlio di Quincy, e Eric Lecarde seguirono la contessa ed i suoi alleati per tutto il territorio europeo e, nonostante Dracula fu riportato in vita con successo, sconfissero lui e sua nipote.
Il gioco ha inizio nelle rovine del castello di Dracula, molto simile all'inizio dell'originale capitolo per NES; in seguito, al contrario della maggior parte dei capitoli della serie, The New Generation non è ambientato esclusivamente nel castello o in Romania. Il giocatore esplora infatti luoghi come Atene, Pisa, Germania, Inghilterra e Versailles.

### Personaggi
I protagonisti di The New Generation sono John Morris e Eric Lecarde. John Morris è l'erede alla leggendaria frusta "Ammazzavampiri", l'arma usata nei secoli dal clan Belmont per sconfiggere Dracula. È un uomo abile e la sua missione è di sconfiggere la malvagia Contessa Bartley, nipote di Dracula, che desidera riportare in vita il Signore Oscuro. Eric Lecarde è il braccio destro di John e lo accompagna nella sua missione; la sua arma è la mitica lancia di Alucard, figlio di Dracula.

## Modalità di gioco
Come in tutti i primi capitoli della serie, il giocatore procede attraverso una varietà di livelli, raccogliendo oggetti vari che aiutano nel completare questi ultimi. Ciascun livello è suddiviso in sezioni, con un boss meno potente da sconfiggere nel mezzo e uno più potente alla fine. Alcune sezioni dei livelli varieranno in base al personaggio selezionato, poiché i due protagonisti, John e Eric, hanno abilità speciali diverse: John, grazie alla frusta, può agganciarsi al soffitto per superare degli ostacoli; Eric può invece darsi spinta con la propria lancia. Entrambi possono potenziare la propria arma per quattro volte, tramite dei power-up; l'ultimo potenziamento sparisce se si viene colpiti da un nemico, mentre gli altri vengono rimossi solamente in caso di morte. Le armi secondarie (acqua santa; ascia da lancio; un boomerang, che sostituisce la croce) sono dotate di due modalità di fuoco: la prima utilizza una sola unità di energia; la seconda, più potente, quattro. L'energia per l'utilizzo delle armi è ricaricabile raccogliendo power-up a forma di cristalli rossi, che sostituiscono i tradizionali cuori.
The New Generation è inoltre degno di nota per la sua abbondanza di effetti speciali, che sfruttano le potenzialità dell'hardware della console Sega: in particolare la sezione ambientata nella Torre di Pisa, dove l'intera struttura è animata per dare l'impressione di instabilità. Degne di nota sono anche le rifrazioni di alcuni specchi d'acqua.

## Audio
Le colonne sonore di The New Generation sono state composte da Michiru Yamane, nota anche per aver lavorato sulle colonne sonore di Symphony of the Night. Le ottime colonne sonore impiegate spinsero ai limiti la scheda audio del Mega Drive. Il tema del secondo livello, chiamato in inglese The Sinking Old Sanctuary è stato riutilizzato in Circle of the Moon, per Game Boy Advance, e in Legacy of Darkness, per Nintendo 64. Il tema del terzo livello, Iron Blue Intention è stato riutilizzato in Portrait of Ruin.
Sono poi utilizzati anche i temi più conosciuti, come Vampire Killer, Bloody Tears, Beginning, Theme of Simon Belmont.

## Accoglienza
| Testata                           | Giudizio |
| --------------------------------- | -------- |
| GameRankings (media al 9-12-2019) | 83,50    |
| Famitsū                           | 28/40    |

GamesRadar ha indicato come Castlevania: The New Generation l'ottavo miglior gioco Genesis di tutti i tempi. Tim Turi di Game Informer ha elogiato il livello di gore rispetto ad altri titoli di Castlevania in quel momento. Lo ha anche definito "uno dei tesori più trascurati del franchise".  In una retrospettiva di Castlevania del 1997, GamePro ha affermato che, sebbene la grafica e il suono non fossero così impressionanti come quelli di Super Castlevania IV, era un gioco forte per gli standard di Genesis.